# Cela s'appelle l'aurore
Pour plus de détails, voir Fiche technique et Distribution.
Cela s'appelle l'aurore est un film français de Luis Buñuel, d'après le roman éponyme d'Emmanuel Roblès, sorti en 1956. Ce titre fait référence aux dernières répliques d'Électre, de Jean Giraudoux :

« - Comment cela s'appelle-t-il, quand le jour se lève, comme aujourd'hui, et que tout est gâché, que tout est saccagé, et que l'air pourtant se respire, et qu'on a tout perdu, que la ville brûle, que les innocents s'entre-tuent, mais que les coupables agonisent, dans un coin du jour qui se lève ?
- Cela a un très beau nom, femme Narsès. Cela s'appelle l'aurore. »

## Synopsis
Dans une petite ville Corse, en bord de mer, le docteur Valerio s'emploie à soigner les pauvres. Sa jeune épouse Angela, ne supportant plus l'endroit, l'incite à aller s'établir à Nice, mais le médecin ne souhaite pas partir avant d'avoir trouvé un remplaçant. Valerio s'est notamment lié d'amitié avec Sandro, un ouvrier agricole qui entretient les vignes appartenant à Gorzone, riche industriel et principal employeur de la ville. 
Sandro, perturbé par la grave maladie de sa femme, a bien du mal à remplir ses fonctions. Durant une absence de son épouse, le docteur Valerio rencontre Clara, une jeune Italienne, et tombe amoureux d'elle. Le drame éclate quand Gorzone congédie Sandro.

## Fiche technique
- Titre : Cela s'appelle l'aurore
- Réalisation : Luis Buñuel, assisté de Marcel Camus et Jacques Deray
- Scénario : adaptation de Luis Buñuel et Jean Ferry (auteur des dialogues) du roman de Emmanuel Roblès
- Photographie : Robert Le Febvre
- Décors : Max Douy
- Montage : Marguerite Renoir
- Musique : Joseph Kosma
- Son : Antoine Petitjean
- Production déléguée : Claude Jaeger
- Production : Claude Jaeger
- Sociétés de distribution : Les Films Marceau (France)
- Pays de production :  France
- Format : noir et blanc — 35 mm — 1,33:1 — son monophonique
- Genre : drame
- Durée : 100 minutes
- Date de sortie :
  - France : 9 mai 1956
- Affiches : Jacques Bonneaud, Jean Mascii (France)

## Distribution
- Georges Marchal : Docteur Valerio
- Lucia Bosè : Clara
- Julien Bertheau : Fasaro
- Jean-Jacques Delbo : Gorzone
- Nelly Borgeaud : Angela
- Simone Paris : Madame Gorzone
- Brigitte Elloy : Magda
- Robert Le Fort : Pietro
- Pascal Mazzotti : Azzopardi
- Jane Morlet
- Gaston Modot : Le paysan
- Henri Nassiet : Père d'Angela
- Marcel Pérès : Fesco
- Yvette Thilly
- Giani Esposito : Sandro Galli

## Production
Certaines scènes ont été tournées sur une plage en Corse.